# تشهد
تشهد (عربی: تَشَهُّد) بخشی از نماز است که در آن فرد نشسته رو به قبله، خدا را ستایش می‌کند و سپس شهادتین را بیان می‌کند. این کار در آخر با صلوات پایان می‌یابد.

## ریشه‌ها
حدیثی که به نظر صحیح باشد می‌گوید:
پیامبر خدا (صلی الله علیه وسلم) تشهد را به من آموزش داد در حالی که دستم در میان دست‌های او بود، همان گونه که سوره از قرآن را به من آموزش می‌داد، درود برای خدا و نماز و طیبات، سلام بر ای حضرت پیامبر و رحمت خدا و برکاتش، سلام بر ما و بر بندگان نیکوکاران خدا، گواهی می‌دهم که هیچ معبودی جز خداوند وجود ندارد و گواهی می‌دهم که محمد، بنده و فرستادهٔ خداست)

## در شیعه

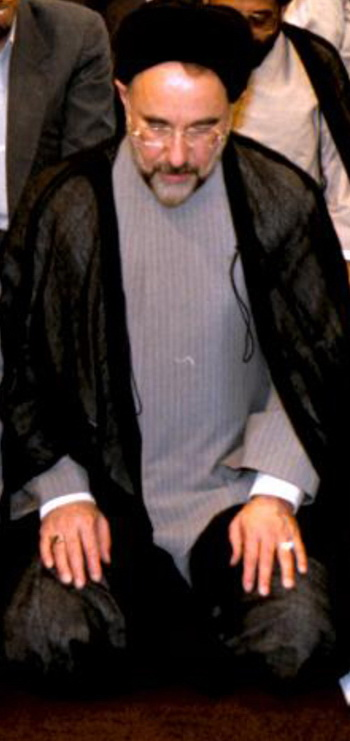
سید محمد خاتمی، رئیس‌جمهور پیشین ایران، در تشهد

### جعفری
شیعه‌های دوازده‌امامی در فقه امامیه تشهد را بدین گونه بیان می‌کنند:
أَشْهَدُ أَنْ لَا إِلٰهَ إِلَّا ٱللَّٰهُ وَحْدَهُ لَا شَرِیکَ لَهُ، وأَشْهَدُ أَنَّ مُحَمَّدًا عَبْدُهُ وَرَسُولُهُ. ٱللَّٰهُمَّ صَلِّ عَلَیٰ مُحَمَّدٍ وَآلِ مُحَمَّدٍ.

«گواهی می‌دهم که هیچ خدایی جز خداوند یکتا نیست، هیچ شریکی برای او وجود ندارد و گواهی می‌دهم که محمد بنده و فرستاده اوست. خدایا بر محمد و خاندان محمد صلوات بفرست.»
یک نسخه جایگزین:
أَشْهَدُ أَنْ لَا إِلٰهَ إِلَّا ٱللَّٰهُ وَحْدَهُ لَا شَرِیکَ لَهُ وَأَشْهَدُ أَنَّ مُحَمَّدًا عَبْدُهُ وَرَسُولُهُ وَأَنَّ عَلِیَّ ٱبْنَ أَبِی طَالِبٍ أَمِیرَ ٱلْمُؤْمِنِینَ عَبْدُ ٱللَّٰهِ وَأَخُو رَسُولِهِ وَأَنَّ ٱلْأَئِمَّةَ ٱلطَّاهِرِینَ مِنْ وُلْدِهِ حُجَجُ ٱللَّٰهِ عَلَیٰ خَلْقِهِ. ٱللَّٰهُمَّ صَلِّ عَلَیٰ مُحَمَّدٍ وَآلِ مُحَمَّدٍ.

«گواهی می‌دهم که هیچ خدایی جز خداوند یکتا نیست، هیچ شریکی برای او وجود ندارد و گواهی می‌دهم که محمد بنده و فرستاده اوست و علی بن ابی‌طالب امیرالمؤمنین بندگان خدا و برادر پیامبرش است و این که ائمه اطهار از فرزندان او و حجت خدا بر آفریده‌هایش است. خدایا بر محمد و خاندان محمد صلوات بفرست.»
پس از تشهد سلام می‌آید. گاه به‌طور خلاصه بیان می‌شود «ٱلسَّلَامُ عَلَیْکُمْ» و بسیار توصیه می‌شود که «وَرَحْمَةُ ٱللَّٰهِ وَبَرَکَاتُهُ» نیز پس از آن گفته شود.
تلاوت عبارت کامل آن نیز بسیار توصیه می‌شود:
ٱلسَّلَامُ عَلَیْکَ أَیُّهَا ٱلنَّبِیُّ وَرَحْمَةُ ٱللَّٰهِ وَبَرَکَاتُهُ، ٱلسَّلَامُ عَلَیْنَا وَعَلَیٰ عِبَادِ ٱللَّٰهِ ٱلصَّالِحِینَ، ٱلسَّلَامُ عَلَیْکُمْ وَرَحْمَةُ ٱللَّٰهِ وَبَرَکَاتُهُ

«درود، رحمت خدا و برکات او بر تو ای پیامبر. درود بر ما و بر بندگان صالح خدا. درود، رحمت خدا و برکات او بر همه شما.»

### زیدی
در فقه زیدیه، تشهدی که پس از رکعت دوم بیان می‌شود به این صورت است:
بسم الله و بالله الحمد لله والاسماء الحسنی کلها لله. اشهد ان لا اله الا الله وحده لا شریک له واشهد ان محمد عبده ورسوله ٱللَّٰهُمَّ صَلِّ عَلَیٰ مُحَمَّدٍ وَآلِ مُحَمَّدٍ
در رکعت چهارم نیز تشهد بلندتر و به صورت زیر است:
کما صح فی المذهب الزیدی ان التشهد یکون بسم الله و بالله والاسماء الحسنی کلها لله اشهد ان لا اله الا الله وان محمد رسول‌الله اللهم صل علی محمد وال محمد کما صلیت علی ابراهیم وعلی ال ابراهیم وبارک علی محمد وعلی ال محمد کما بارکت علی ابراهیم وعلی ال ابراهیم انک حمید مجید.

## در سنی

### حنفی و حنبلی
نسخه‌ای از تشهد که به عبدالله بن مسعود نسبت داده می‌شود، توسط پیروان فقه حنفی و حنبلی در اهل سنت و همچنین مسلمانان اباضیه استفاده می‌شود:
ٱلتَّحِیَّاتُ لِلَّٰهِ وَٱلصَّلَوَاتُ وَٱلطَّیِّبَاتُ، ٱلسَّلَامُ عَلَیْکَ أَیُّهَا ٱلنَّبِیُّ وَرَحْمَةُ ٱللَّٰهِ وَبَرَکَاتُهُ، ٱلسَّلَامُ عَلَیْنَا وَعَلَیٰ عِبَادِ ٱللَّٰهُ ٱلصَّالِحِینَ، أَشْهَدُ أَنْ لَا إِلٰهَ إِلَّا ٱللَّٰهُ، وَأَشْهَدُ أَنَّ مُحَمَّدًا عَبْدُهُ وَرَسُولُهُ.

### مالکی
نسخه‌ای از تشهد که به عمر بن خطاب نسبت داده می‌شود، توسط پیروان فقه مالکی استفاده می‌شود:
ٱلتَّحِیَّاتُ لِلَّٰهِ ٱلزَّاکِیَاتُ لِلَّٰهِ ٱلطَّیِّبَاتُ ٱلصَّلَوَاتُ لِلَّٰهِ ٱلسَّلَامُ عَلَیْکَ أَیُّهَا ٱلنَّبِیُّ وَرَحْمَةُ ٱللَّٰهِ وَبَرَکَاتُهُ، ٱلسَّلَامُ عَلَیْنَا وَعَلَیٰ عِبَادِ ٱللَّٰهُ ٱلصَّالِحِینَ، أَشْهَدُ أَنْ لَا إِلٰهَ إِلَّا ٱللَّٰهُ، وَأَشْهَدُ أَنَّ مُحَمَّدًا عَبْدُهُ وَرَسُولُهُ.

### شافعی
نسخه‌ای از تشهد که به عبدالله بن عباس نسبت داده می‌شود، توسط پیروان فقه شافعی استفاده می‌شود:
ٱلتَّحِیَّاتُ ٱلْمُبَارَکَاتُ ٱلصَّلَوَاتُ ٱلطَّیِّبَاتُ لِلَّٰهِ، ٱلسَّلَامُ عَلَیْکَ أَیُّهَا ٱلنَّبِیُّ وَرَحْمَةُ ٱللَّٰهِ وَبَرَکَاتُهُ، ٱلسَّلَامُ عَلَیْنَا وَعَلَیٰ عِبَادِ ٱللَّٰهُ ٱلصَّالِحِینَ، أَشْهَدُ أَنْ لَا إِلٰهَ إِلَّا ٱللَّٰهُ، وَأَشْهَدُ أَنَّ مُحَمَّدًا رَسُولُ ٱللَّٰهِ.

## قرآنی‌ها
اقلیت قرآنی تشهد را بدعت می‌دانند و در نماز آن را انجام نمی‌دهند.